# Tegalwaru (Mayang)
Tegalwaru is een bestuurslaag in het regentschap Jember van de provincie Oost-Java, Indonesië. Tegalwaru telt 5552 inwoners (volkstelling 2010).